# Hoplolathys
Hoplolathys aethiopica es una especie de araña araneomorfa de la familia Dictynidae. Es la única especie del género monotípico Hoplolathys.  

## Distribución
Es originaria de Etiopía.